# Bande cnidoglandulaire
Lobe
La bande cnidoglandulaire, aussi appelée lobe, est le nom donné au bord externe d'un mésentère.

## Description

Détail de la formation d'un mésentère.

Elle est une bande médiane d'un filament mésentérique contant des nématocytes, ces cellules ciliés, des collar cells, des mucocytes ou encore des cellules à glandes granulaires produisant du zymogène. 
De surcroit, elle peut avoir deux lobes latéraux en plus du lobe médian, constitués de trois types de cnidae : des nématocystes, des spirocystes et des ptychocystes.